# Thierry Maulnier
Thierry Maulnier, seudónimo de Jacques Talagrand (Alès, 1 de octubre de 1909 - Marnes-la-Coquette, 9 de enero de 1988), fue un periodista y escritor francés. Fue también crítico literario y dramaturgo. Miembro de la Academia Francesa en la que ocupó el asiento número 20.

## Datos biográficos
Hizo sus estudios en Alès y más tarde en Niza en donde un liceo lleva actualmente su nombre. Después estudió en la Escuela Normal Superior de París. 
Fue autor con Jean-Pierre Maxence en 1934 del programa Demain la France y también funda con él un semanario llamado L'Insurgé, en el que defiende durante algunos meses ideas fascistas. Paralelamente creó con Jean de Fabrègues, una revista mensual de orientación intelectual que se llamó Combat, que se publicó hasta iniciada la guerra (1939). 
Fue colaborador regular de la Action française. Después del armisticio empezó sus colaboraciones con Le Figaro, órgano en el que continuó su carrera periodística hasta su muerte.
Es después de la guerra cuando se consagra a su carrera literaria. Fue autor de varias obras de teatro como La Course des rois (1947), Le Profanateur (1950), La Ville au fond de la mer (1953), Le Soir du conquérant (1970). También de algunos ensayos como Violence et conscience (1945), La Face de méduse du communisme (1952), L'Europe a fait le monde (1966), Le Sens des mots (1976), Les Vaches sacrées (1977). 
El 13 de febrero de 1964 fue elegido a la Academia Francesa para ocupar el asiento número 20 que fue de Henry Bordeaux.
Thierry Maulnier participó activamente hacia fines de los años 1960, con Dominique Venner en el Instituto de Estudios Occidentales cuyos estudios y análisis fueron actualizados años más tarde por la Nueva Derecha.
Fue Comendador de la Legión de Honor de Francia

## Obra
- La crise est dans l'homme (1932) ;
- Nietzsche (1933) ;
- Racine (1934) ;
- Miracle de la Monarchie (1935) ;
- Mythes socialistes (1938) ;
- Au-delà du nationalisme (1938) ;
- Introduction à la poésie française (1939) ;
- La France, la guerre et la paix (1942, Lyon) ;
- Violence et conscience (1945) ;
- Langages (1946) ;
- Jeanne et ses juges (1952) ;
- Le Sexe et le néant, mise en scène Marcelle Tassencourt, Théâtre de l'Athénée;
- Cette Grèce où nous sommes nés (1964) ;
- La Défaite d'hannibal, suivi de La ville au fond de la mer, Gallimard (1968) ;
- Dialogue inattendu, avec le communiste Jean Elleinstein, Flammarion, (1979).
- Le sens des mots, recopilación de crónicas aparecidas en el diario Le Figaro.

## Teatro
- 1944 : Antigone de Robert Garnier, Théâtre Charles de Rochefort, Théâtre du Vieux-Colombier en 1945.